# 남구민
남구민(필명 : Nauts)는 대한민국의 작곡가이다. 아이엘:소울브링거, 테일즈위버, 4leaf, 라그나로크 온라인, 요구르팅, DJ MAX, 마그나카르타 (비디오 게임) 시리즈 등의 게임 음악을 작곡하였다. SoundTeMP(사운드템프) 멤버로서 SoundTeMP의 작업에 참여하였으며, 2009년 네이버에서 서비스된 와라! 편의점 디 애니메이션과 2013년 발매된 와라! 편의점 for Kakao에 이르기까지 관련 모든 음악을 작업하며 대중적 인지도를 높였다. 2014년에는 SBS TV 애니메이션 '파페포포 메모리즈'의 음향감독으로 활동하였다.

## 주요 작품
- 파페포포 메모리즈 / 2014
- 큐라레: 마법도서관 / 2014 팜플
- 모나크 / 2011 마이어스게임즈
- 바 오아시스 / 2010 오로라게임즈
- 아이엘 (아이엘:소울브링거) : 2010 갈라랩[2]
- 아쿠아쿠 / 2009 액토즈소프트[3]
- 와라! 편의점 디 애니메이션 / 2009 시노드
- 슈팅대전탄 / 2008-2010 제이투엠소프트
- 디제이맥스 트릴로지 / 2008 펜타비전
- 디제이맥스 포터블 2 / 2007 펜타비전
- 바다 3집 Made In Sea[4] / 2006 지인엔터테인먼트
- 킹덤언더파이어: 히어로즈 (XBOX) / 2006 판타그램
- 요구르팅 / 2005-2006 네오위즈
- 디제이맥스 (온라인) / 2004-2008 펜타비전
- 마그나카르타 진홍의 성흔 / 2004 소프트맥스
- 테일즈위버 / 2002-2006 넥슨, 소프트맥스 (Reminiscence 포함)
- 라그나로크 온라인 / 2002- 그라비티
- 크레이지 아케이드 BnB Adventure / 2001-2004 소프트맥스, 넥슨
- 포립(4LEAF) / 2000-2009 소프트맥스